# Эффект латте

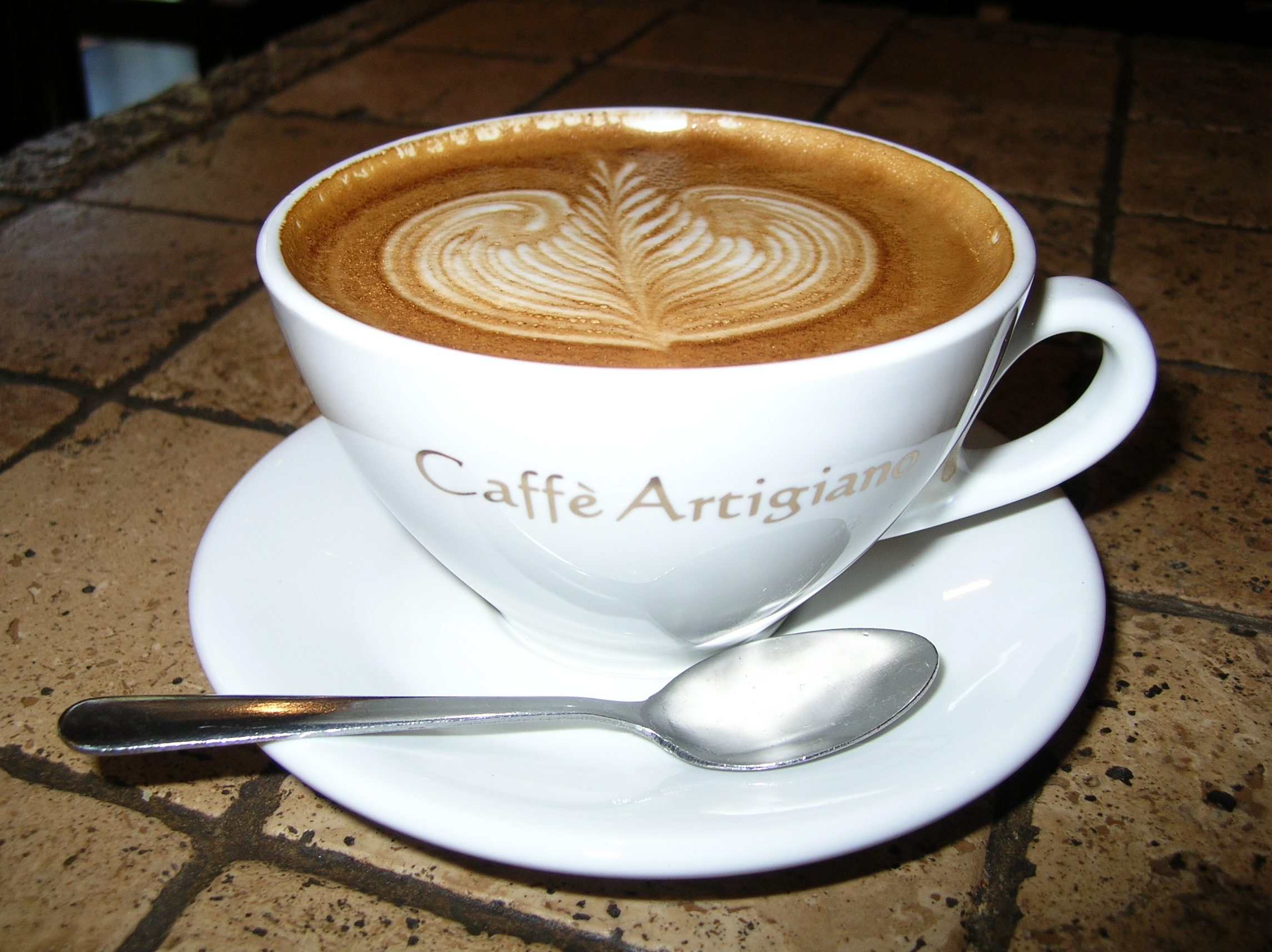
Латте — напиток, ставший символом спорного финансового концепта

Эффе́кт «ла́тте» (англ. The Latte Factor) ― финансовый концепт, согласно которому отказ потребителя от части своих ежедневных бытовых расходов (например, от чашки кофе) позволяет ему сэкономить за месяцы и годы значительные денежные суммы. Был популяризован американским финансистом и предпринимателем Дэвидом Бахом. «Эффект латте» демонстрирует, что даже самые незначительные суммы, которые человек инвестирует сегодня, со временем могут стать очень существенными сбережениями.

## Описание
Дэвид Бах описал «эффект латте» в своей книге «Миллионер — автоматически» (The Automatic Millionaire, 2005). Он привёл в качестве примера историю девушки, которая призналась, что уровень её доходов и расходов не позволяет ей откладывать сбережения. Автор в ответ предложил ей составить список её обычных ежедневных расходов, в результате чего было установлено, что девушка имеет обыкновение каждый день тратить примерно 11 долларов на чашку кофе, шоколад, сок и т. п. Путём простых математических расчётов Дэвид Бах установил, что если бы она отказалась от части этих покупок и откладывала каждый день по 5 долларов, через месяц девушка смогла бы сэкономить 150 долларов, а позднее, если бы она продолжила откладывать эту сумму и инвестировать сэкономленные средства по ставке 10 % годовых, то через 40 лет она смогла бы иметь уже почти миллион долларов.

## Критика
Простая идея, выдвинутая Бахом, обрела большую известность и вместе с тем оказалась объектом критики. К примеру, Хелен Олен в своей книге «Pound Foolish» указывала на то, что чашка латте в США стоит меньше 5 долларов, а возможность инвестирования сэкономленных средств по ставке в 10 и более процентов годовых выглядит нереалистично. Другим возражением может стать аргумент о том, что следуя этой схеме, люди начинают лишать себя небольших жизненных радостей. Так или иначе, несмотря на то, что суммы, предложенные Бахом, во многом были выбраны им произвольно и могут быть приближены к более реалистичным значениям, отмечается, что следование положениям данного концепта действительно может улучшить состояние личных финансов, помогая потребителю выработать более ответственное отношение к совершаемым им тратам.
Ещё одним возражением в отношении данной идеи является утверждение о том, что Дэвид Бах не учитывал инфляцию, которая не позволит потребителю отложить с течением лет столь значительные суммы, о которых шла речь в его книге.